# Thierry Mariën
Thierry Mariën (né le 2 octobre 1992) est un joueur belge de basket-ball. Il participe aux Jeux olympiques d'été de 2020.